# فيزياء هندسية

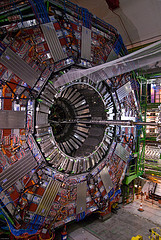

اَلْفِيزْيَاءُ اَلْهَنْدَسِيَّةُ أَوْ اَلْعُلُومُ اَلْهَنْدَسِيَّةُ هي شهادة أكاديمية، تعطى غالبًا كبكالوريوس، أو ماجستير، أو دكتوراة. وبخلاف الشهادات العلمية الهندسية الأخرى (مثل هندسة الطيران، والهندسة الكهربائية) فإن الفيزياء الهندسية لا تشمل بالضرورة فرع جزئي من العلوم أو الفيزياء، عوضًا عن ذلك الفيزياء الهندسية معنية بتقديم جرعة أكبر من أسس الفيزياء التطبيقية في مجالات عديدة يكون للدارس الحرية في الاختيار من بينها (مثل البصريات، أو تكنولوجيا النانو، أو الهندسة الميكانيكية، أو الهندسة الكهربية، أو نظرية التحكم، أو الديناميكا الهوائية، أو فيزياء الجوامد). وهذا يفسر لماذا يتم في بعض البلدان تسمية جزء شهادة البكالريوس فقط بالفيزياء الهندسية.
شهادة «الفيزياء الهندسية» معترف بها في كثيرٍ من البلدان. وجديرٌ بالذكرِ أنه في عدةِ لغات يُتَرجَم مصطلح الفيزياء الهندسية مباشرة إلى الإنجليزية ليكون (technical physics) أو الفيزياء التقنية. وفي بعض البلدان كل يطلق عليه «الفيزياء الهندسية» و «الفيزياء التقنية» هي تخصصات تؤدى إلى شهادات علمية، الأولى هي تخصص في أبحاث الطاقة النووية، والثانية هي الأقرب إلى الفيزياء الهندسية.
في الآونة الأخيرة، وكمحاولة حثيثة للم شمل التخصصات للدرجات العلمية المماثلة، تستخدم بعض المؤسسات الآن مصطلح العلوم الهندسية.

## اقرأ أيضاً
- فيزياء تطبيقية
- هندسة
- علوم الهندسة البيئية